# Cuarț compozit

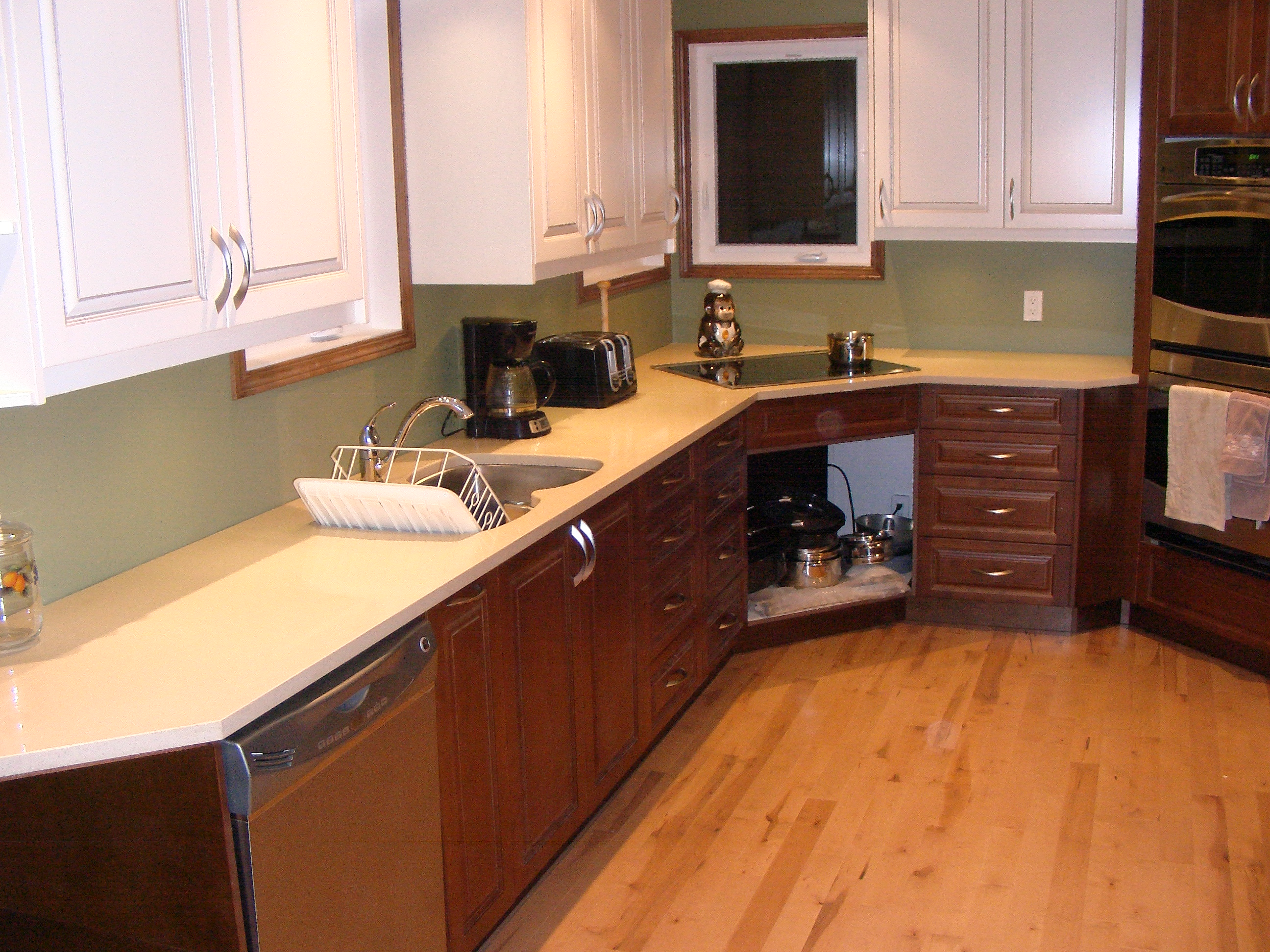
Blaturi de bucătărie din piatră, cu chiuvetă sub montare și plită instalată.

Cuarțul compozit sau quartzul compozit este un material făcut din piatră pisată combinată cu adeziv (cel mai des întâlnit adeziv fiind rășină polimerică). Cuarțul compozit este cel mai des utilizat în fabricarea blaturilor de bucătărie. Spre deosebire de pietrele naturale, cuarțul compozit este turnat direct în lastre și lustruit.
Cuarțul compozit crește în popularitate; multe din mall-uri sau centrele comerciale din lume folosesc cuarțul compozit pentru placarea pardoselilor. Cercetările susțin că nu există diferența de performanță între plăcile de cuarț și granitul tratat chiar uneori fiind mai bun cuarțul compozit pentru placările de interior.

## Compoziție
Majoritatea compoziției este compusă din piatră pisată, dar, de asemenea, se găsesc și compuși precum sticlă colorată, scoici, metale sau bucăți de oglindă. Cuarțul compozit conține în mod normal 93% piatră și 7% rășini sintetice. Producătorul de cuarț este cel care decide ce tip de rășini folosește. Rășina epoxidică și rășina de poliester sunt cele mai comune. Chimicale precum absorbatori de raze UV și stabilizatori sunt adăugați. Pentru întărirea materialului se folosește peroxid de hidrogen. Rășinile sintetice sunt cele care întăresc legătura între particule.

## Procesul de producție
Procesul de producție a cuarțului compozit poate fi împărțit în următoarele:
1.	Crearea/adunarea materialului
2.	Crearea lastrei de quartz compozit
3.	Procesarea lastrei în plăci sau alte produse
După ce lastra este formată și întărită (de obicei asta se petrece între trei și șapte zile, în funcție de produs și temperatură) această piatră compozit poate fi procesată în aceleași condiții ca și pietrele naturale.

## Proprietăți
Quartzul compozit este de obicei prelucrat asa cum sunt prelucrate și pietrele naturale folosind o mașină de tăiat pe apă sau un disc diamantat. Aceasta contrastează cu suprafețele solide care pot fi tăiate cu circulare standard.
Materialul este produs de obicei în grosimi de 12mm, 20mm sau 30mm. Cele mai comune dimensiuni ale lastrei din quartz compozit sunt de 3040mm x 1440m și sunt produse conform cerințelor pieței.
Quartzul compozit nu este poros, mai flexibil și mai dur decât multe tipuri de piatră naturală. Fiind mai puțin poros este un material antibacterian astfel fiind mai bun pentru blaturi de bucătărie decât pietrele naturale. Deoarece are o structură internă uniformă, nu are crăpături ascunse, prevenind fisurile care apar datorită tensiunii de flexare. Dar agenții de întărire de obicei continuă să se întărească, conducând la o pierdere a tensiunii de flexare în timp. Rășinile poliesterice nu sunt complet infailibile față de razele UV și quartzul compozit nu ar trebui să fie folosit la exterior. Expunerea constantă la raze UV poate conduce la decolorări ale pietrei și distrugerea agentului din închegare din rășini.
Quartzul compozit poate fi uneori deteriorat de aplicarea directă a căldurii. Quartzul compozit este mai puțin rezistent la temperaturi față  de granit sau marmură dar nu este afectat de temperaturi mai mici de 150°C. Quartzul compozit poate fi afectat de schimbul brusc de temperaturi directe pe suprafață așa că este recomandat un suport de răcire pentru vase de gătit.
Când este folosit pentru placarea pardoselilor trebuie să fie asigurată compatibilitatea cu adezivul folosit. Reacția cu adezivii pe bază de rășini sau tipurile de ciment cu uscare rapidă s-au dovedit a fi în general de succes dar pot apărea probleme cu alte tipuri de adezivi pe baza de ciment.

## Dezvoltarea pieței
Italia a fost în general piața dominantă în furnizarea quartzului compozit din 1980 până în anii 2000. Creșterea economică a Chinei a schimbat piața drastic producând acum cea mai mare cantitate de quartz compozit. Se estimează că ar fi 100 de producători de quartz compozit doar în China. India de asemenea avea în jurul a 40 de producători în decembrie 2012. Compania privată spaniola Cosentino cu brandul Silestone și compania publică israelianp Caesarstone sunt cele mai recunoscute branduri pentru quartz compozit. În România printre cele mai prezente pe piață autohtonă se afla brandurile Technistone și Cimstone. Quartzul compozit este vândut în principal în nordul Americii și Europa ca blat de bucătării, fiind considerat un produs din zona premium.

## Probleme de sănătate
Când este prelucrat, quartzul compozit, poate dezvolta silicoză datorită  inhalării în timp îndelungat a pulberilor cu conținut crescut de bioxid de siliciu liber cristalin. Riscul inhalării prafului de quartz poate fi minimizat luând măsurile necesare de precauție. Riscul dezvoltării silicozei este ridicat atunci când nu se folosește nici un echipament de protecție. Cu toate acestea, Australia a devenit prima țară la nivel mondial care să interzică producția și comercializarea de quartz compozit, în urma unei legi cu intrare în vigoare de la 1 iulie 2024. Discuții similare despre interzicerea acestui material, similar interzicerii azbestului, se poartă în prezent și în alte țări precum SUA.